# Gradungula
Gradungula sorenseni, là loài duy nhất trong chi nhện Gradungula, phân bố ở New Zealand.
Tên của chi từ tiếng Latin gradus "bước chân" và ungula "càng", đề cập tới càng chân trước của loài này.

## Hình ảnh

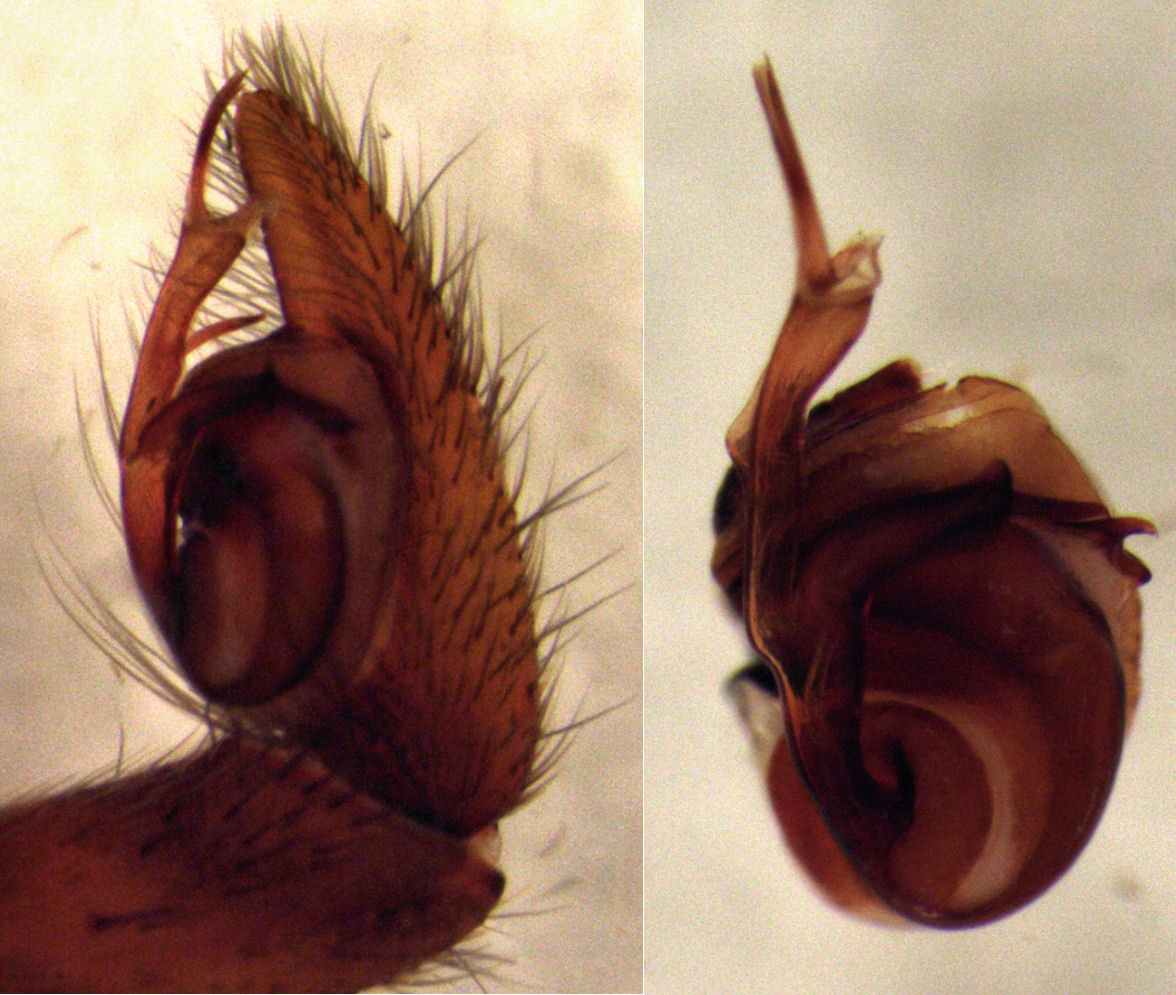
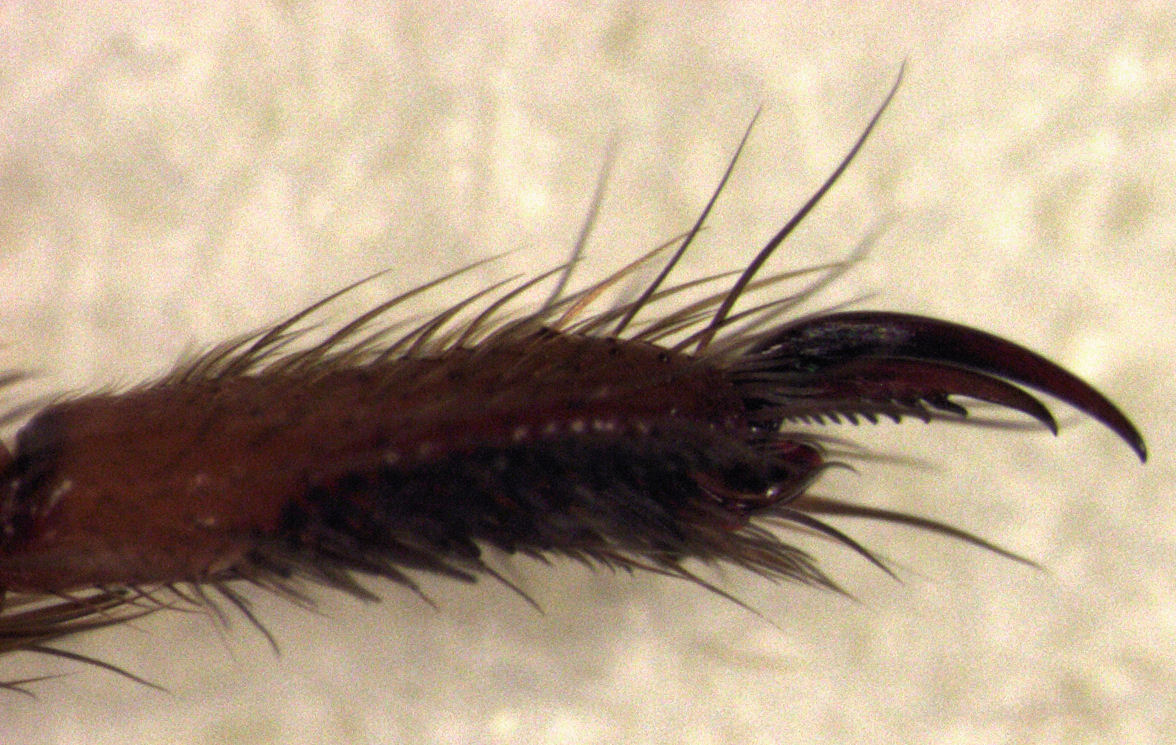